# Wysoka (powiat zielonogórski)
Wysoka (niem. Weissig) – wieś w Polsce położona w województwie lubuskim, w powiecie zielonogórskim, w gminie Nowogród Bobrzański.
W źródłach została ona odnotowana w 1539 roku jako Weissag. Znajdował się tu folwark, a w 1879 roku podano, że dobra należały do wdowy von Tiesenhausen. Wówczas na terenie wsi pracowały fabryka krochmalu i cegielnia.
W latach 1975–1998 miejscowość należała administracyjnie do województwa zielonogórskiego.

## Zabytki
Do wojewódzkiego rejestru zabytków wpisany jest:
- kościół filialny pod wezwaniem św. Teresy od Dzieciątka Jezus[5], a został wzniesiony z kamienia z dodatkiem cegły oraz rudy darniowej prawdopodobnie w XIV wieku[3]. Pod koniec XIX wieku świątynię przebudowano. Przekształcono w tym czasie otwory okienne i wzniesiono ceglaną, kwadratową wieżę z zegarem oraz szczyty. Dachem dwuspadowym jest nakryty korpus o zarysie prostokątnym. Blendy o zarysie przypominającym otwory okienne ozdabiają wschodnią, ceglaną ścianę szczytową. We wnętrzu przykrytym stropem zachowała się empora wsparta na dwóch drewnianych słupach, a z dawnego wyposażenia przetrwała kamienna chrzcielnica renesansowa z 1611 roku. Na zewnętrznej elewacji południowej wisi płyta nagrobna z przełomu XVII i XVIII stulecia[3].

## Demografia
Wysoka liczyła w 1840 roku 63 domy i 513 mieszkańców. 
Liczba mieszkańców miejscowości w poszczególnych latach:
| Rok  | Ilość mieszkańców |
| ---- | ----------------- |
| 1840 | 513               |
| 1998 | 137               |
| 2002 | 136               |
| 2009 | 133               |
| 2011 | 133               |
| 2021 | 124               |